# Corps Vandalia Rostock

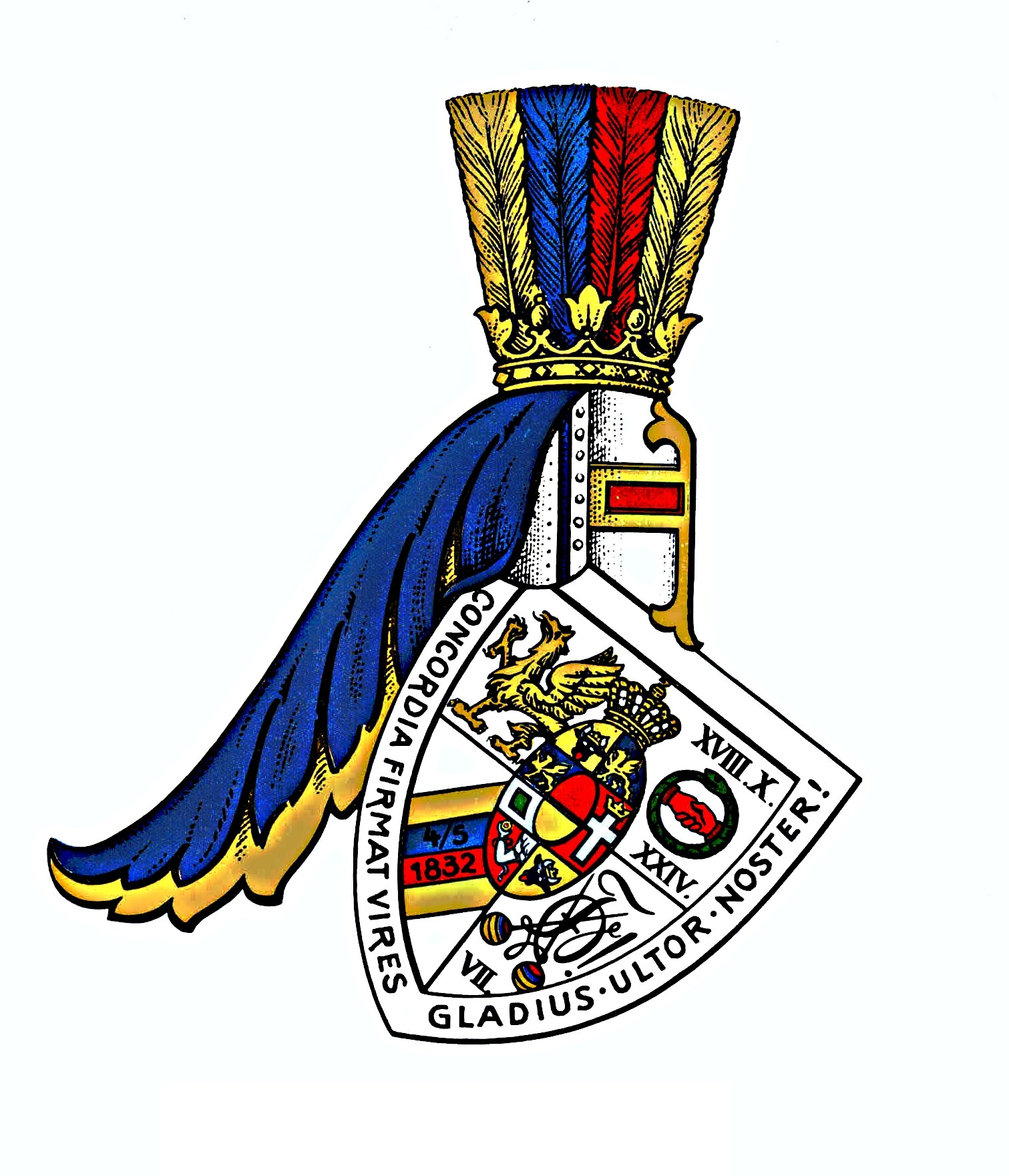
Vandalias Wappen

Das Corps Vandalia Rostock war das Landescorps der Mecklenburger. Als älteste Studentenverbindung an der Universität Rostock hat Vandalia zwei lange Suspensionen überstanden. Sie ist Mitglied des Kösener Senioren-Convents-Verbandes und steht von jeher zu Mensur und Couleur.

## Farben und Wahlspruch
Das Band der Rostocker Vandalen ist gold-dunkelblau-blutrot-gold, das Fuchsenband ist dunkelblau-gold. Dazu wird eine dunkelblaue Mütze im (großen) Biedermeierformat mit zwei Goldstreifen, welche blau-rote Streifen einfassen, getragen. Der Wahlspruch lautet Concordia firmat vires!. Der Waffenspruch ist Gladius ultor noster!

## Name

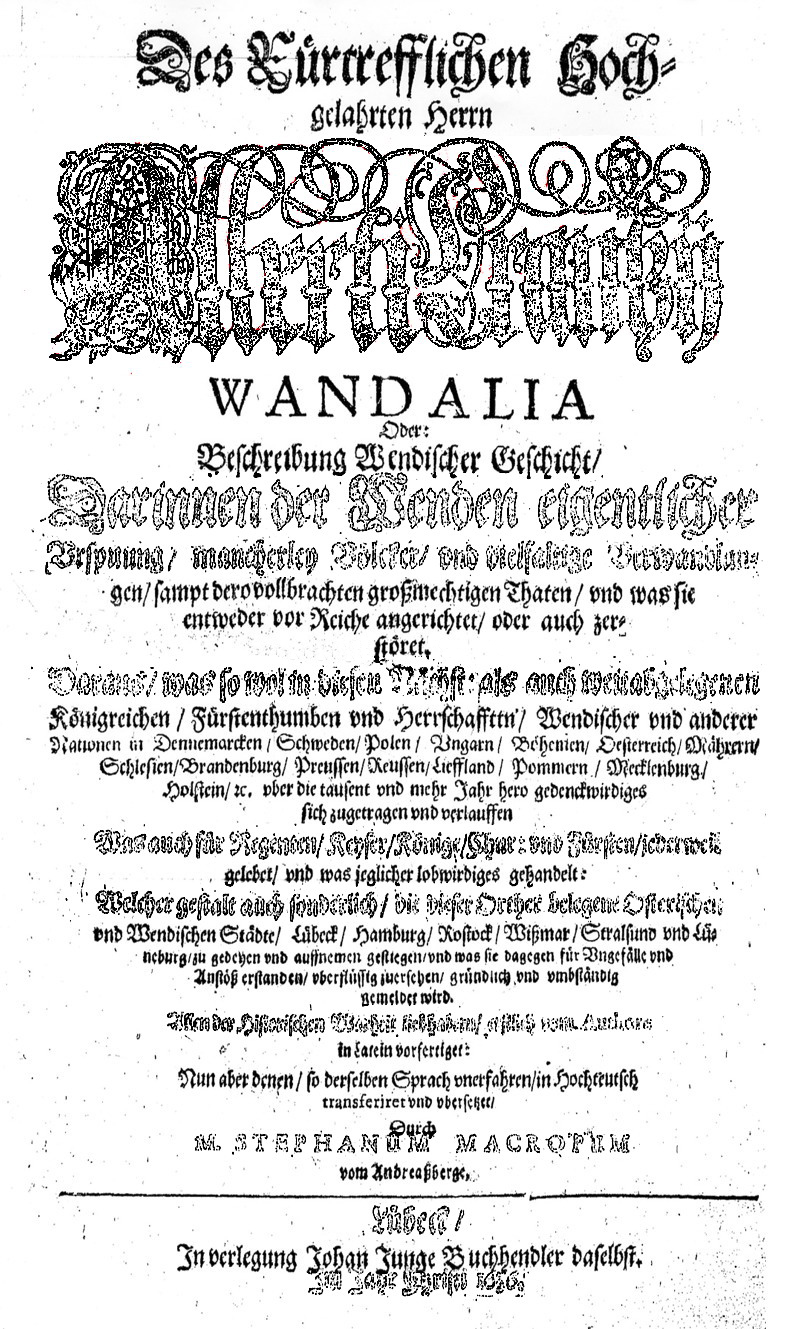
Namengebender Titel

Mit dem Namen Vandalia beriefen sich die Stifter des Corps auf den Volksstamm der Wenden, die Ureinwohner Mecklenburgs. Schon im Mittelalter und auch noch in der frühen Neuzeit wurden sie mit dem antiken Volk der Vandalen gleichgesetzt. So trugen auch andere mecklenburgische Corps und das Landeslied der Mecklenburg-Strelitzer den Namen Vandalia. Im diplomatischen Latein hießen die Wenden sogar ganz allgemein „Vandali“. Die Großherzöge von Mecklenburg führten daher unter ihren zahlreichen Titeln die offizielle Bezeichnung Princeps Vandalorum. Wallenstein ließ als Herzog von Mecklenburg Münzen mit der gleichen Umschrift schlagen.

## Vandalia I–II
Die Vorgeschichte der Rostocker Vandalen reicht in die erste Hälfte des 18. Jahrhunderts zurück und ist mit dem Constantistenorden eng verbunden. In Rostock und wohl auch in Jena hatte sich dieser Studentenorden bis nach 1800 gehalten. An den anderen Universitäten war er von den constituierten Landsmannschaften bereits verdrängt worden.
Am 14. Mai 1808 gründeten in Rostock studierende Göttinger Vandalen und Heidelberger Vandalen eine erste Vandalia mit den Farben Blutrot-gold und dem Wahlspruch: Unsere Fahne, so blutig rot, mahnet uns, nimmer zu scheuen den Tod! In engsten Kartellbeziehungen befand sie sich mit der Göttinger Vandalia. So waren zwei Drittel der Göttinger Vandalen auch Rostocker Vandalen. Darüber hinaus pflegte die Rostocker Vandalia gute Kontakte zur Vandalia Heidelberg und Vandalia Jena, mit denen sie viele gemeinsame Mitglieder teilte, sowie zur Vandalia Berlin. Vandalia Rostock erweiterte sich unter Beibehaltung der Farben am 5. November 1812 zum landsmannschaftlichen Burschenconvent Rostochia und ging in ihm auf. Diese allgemeine und gleiche Rostocker Burschenschaft – nicht zu verwechseln mit einer Burschenschaft – ließ den schon 1809 beschlossenen Comment für die Studenten der Universität Rostock überarbeiten. Angenommen wurde er am 2. Dezember 1812. Er regelte die inneren Angelegenheiten der Studentenschaft und ihre Beziehungen gegenüber Philistern und enthielt ausführliche Bestimmungen über das Verfahren bei Ehrenstreitigkeiten. Da Rostochia letztlich auch die auswärtigen Studenten umfasste, bemühten sich Göttinger Vandalen in Verbindung mit landsmannschaftlich gesinnten Angehörigen der Rostochia wieder um Etablierung einer Vandalia als engeren Zirkel der Mecklenburger (Vandalia II, gestiftet am 1. Mai 1822). Der Versuch scheiterte aber schon am 16. November desselben Jahres: Innerhalb der Rostochia gab es Bestrebungen, sich in eine Burschenschaft Jenaer Art umzuwandeln. Um dem entgegenzutreten, schlossen sich die Vandalen als Einzelmitglieder wieder der Rostochia an.

## Vandalia III

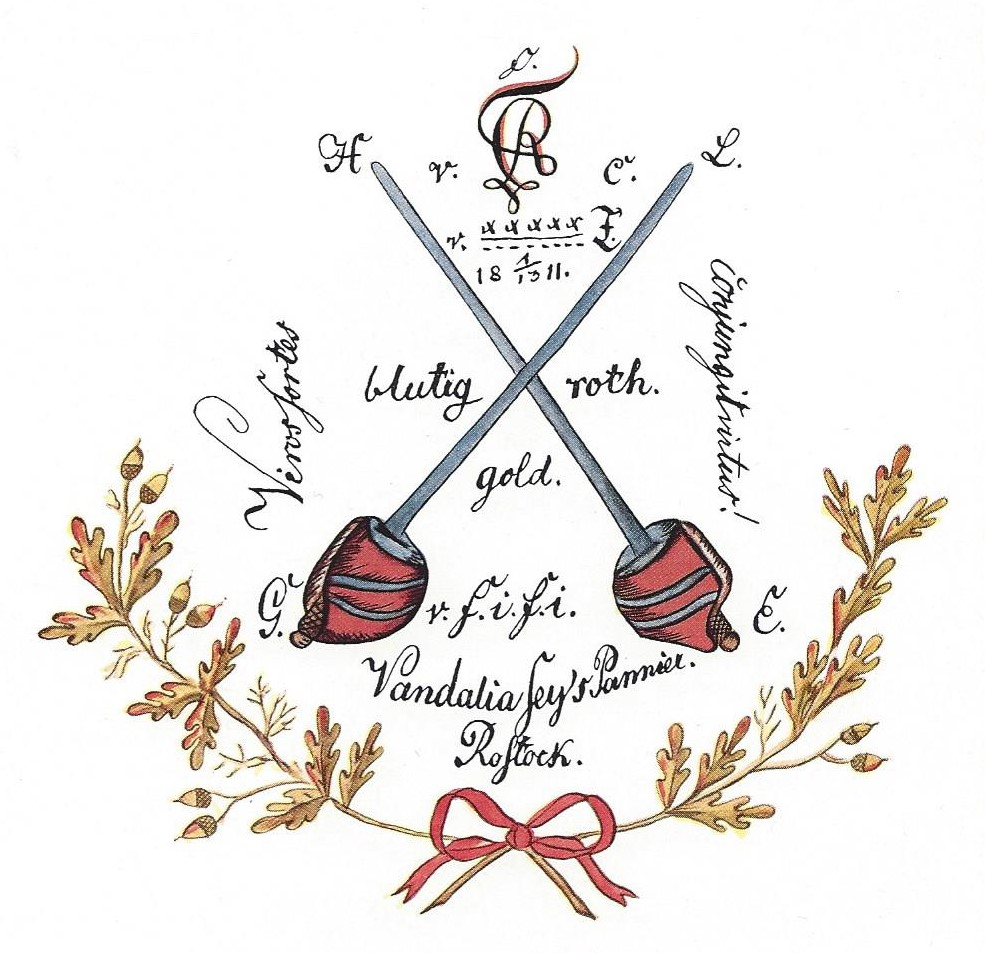
Bundeszeichen der Rostochia

Auf der Grundlage dieser Traditionen konstituierte sich am 18. Oktober 1824 die heutige Vandalia. Beteiligt waren wiederum Göttinger Vandalen und einige Mitglieder der Rostocker Vandalia II, die dabei halfen, die Rostochia zu einer Corpslandsmannschaft Vandalia umzubauen.
Alle Vandalen-Verbindungen an deutschen Hochschulen hatten die Farben rot-gold. Diese Farben gehen auf die rot-goldene Uniform der mecklenburgischen Landstände zurück. Dies erklärt sich aus dem relativ hohen Adelsanteil der aus Mecklenburg stammenden Studenten und Mitgliedern der miteinander personell eng verwobenen Vandalencorps. Aufgrund der engen immer noch bestehenden Beziehungen zu den Göttinger Vandalen wählte das Corps kurze Zeit später die Farben rot-gold-rot, um sich von Göttinger Vandalen (später schmalgold-breitrot-schmalgold mit roter Perkussion) zu unterscheiden. In Rostock wurde 1831 das Blau des Constantistenordens hinzugenommen. Auf diese Verbindung von Orden und Landsmannschaft (Corps) spielt Fritz Reuter an. Der Burschenschafter Reuter war ursprünglich Mitglied der Vandalia Rostock, wurde jedoch „wegen burschenschaftlicher Umtriebe“ excludiert. In seiner Gisbert von Vincke gewidmeten Reis' nach Konstantinopel schreibt er: „Wi lös’ten de grote sociale Frag’ un stift’ten ne Allgemeinheit unner uns, de de ßackermentschen Constantisten un Vandalen schändliche Wis’ de Gemeinheit näumen deden.“
Der Burschenconvent Rostochia war auf Druck der Mainzer Zentraluntersuchungskommission verboten worden. Der Rektor Gustav Friedrich Wiggers brauchte aber eine Korporation als „Studentenvertretung“, die den Comment als studentische Ordnung aufrechterhielt. Es drohte der Holzcomment. Um dem Landesherrn berichten zu können, die Universität sei „politisch korrekt“, also frei von revolutionären Burschenschaften, kam nur eine politisch neutrale Landsmannschaft in Frage. Als Student war Wiggers Senior des Constantistenordens an der Georg-August-Universität gewesen. So hoffte er, mit diesem Schritt auch den Fortbestand der Rostocker Constantisten zu sichern. Damit die neu erstandene Vandalia Rechtsnachfolger und somit legitimer Träger des Comments sein konnte, war es von größter Wichtigkeit, die Identität der Rostochia mit der Vandalia zu wahren; denn nur so konnte das Corps die die im Comment begründeten Kompetenzen erhalten. Eine sonst erforderlich gewordene Beschlussfassung der Rostocker Studentenschaft über einen allgemeinverbindlichen Comment wäre aufgrund der angespannten studentenpolitischen Lage und den wachsamen Augen der Zentraluntersuchungskommission nicht durchführbar gewesen. So beschloss der Burschenkonvent satzungskonform die Umbenennung in Corps Vandalia.
Zur Vandalia III zählten viele Angehörige der mecklenburgischen Adelsfamilien Bassewitz, Blücher, Bülow, Laffert, Langermann und Erlencamp, Levetzow und Maltzan. Fast alle Vandalen waren bei einem weiteren Corps aktiv gewesen, meistens bei Vandalia Göttingen, Guestphalia Heidelberg, Vandalia Heidelberg oder Borussia Bonn. Wegen einer erneuten burschenschaftlichen Bewegung, die im Sommer 1834 begann, kam es 1836 zu Untersuchungen und zum Verbot von Korporationen. Infolgedessen musste Vandalia III 1836 erneut suspendieren. Da eine Rekonstitution der Vandalia zu gefährlich erschien, gründeten einige Vandalen im Januar 1837 das Corps Hanseatia und unterstützten die Stiftung eines Corps Obotritia im Mai 1840. Wenig später im Mai 1842 rekonstituierte Vandalia nun selbst mit Hilfe der beiden anderen Corps. Da an der niedergehenden Universität geeigneter Nachwuchs ausblieb, musste diese Vandalia III nach 1845 suspendieren.

### Rekonstitution 1907

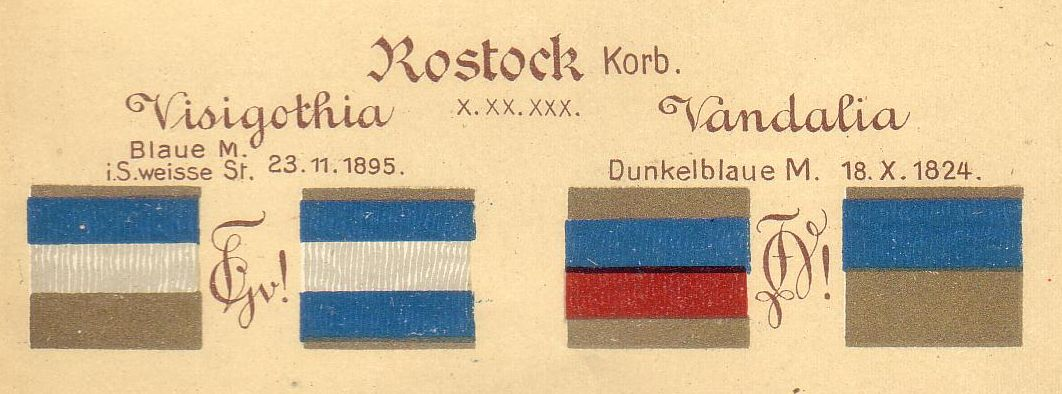
Damals wie heute – SC zu Rostock

Am 1. Mai 1907 wurde das Corps Vandalia von sechs noch lebenden Vandalen rekonstituiert, von den Ehrenmitgliedern Bassewitz und Röse sowie von Harder, Dankert, Schmidt und Boldt. Nach heutigen Statuten darf ein CC nicht länger als 50 Jahre suspendiert sein, wenn er unter Verwendung des alten Stiftungsdatums und der alten Insignien (Farben, Zirkel, Wappen, Wahlspruch) wiedererstehen soll. Durch personelle Kontinuität und das damalige Vorgehen konnten aber Stiftungsdatum, Wappen, Farben und Zirkel erhalten werden. So ist Vandalia heute unstreitig die älteste Studentenverbindung in Rostock. Außerdem ist sie mit dem Heidelberger Corps Vandalo-Guestphalia die einzige Verbindung, die in der Tradition der alten Vandalenverbindungen um 1800 steht.
Die Altherrenschaften der Rostocker Corps Borussia (1882–1886) und Hansea (1882–1883) sowie des Corps Baltia Greifswald (1878–1889) gingen in Vandalia auf. Vandalia war fortan von zumeist bürgerlichen Landeskindern geprägt und im gesellschaftlichen Leben der Hansestadt fest verankert. Sie war 1922 präsidierendes Vorortcorps und stellte mit Fritz Weber den Vorsitzenden des oKC. Unter dem Druck der Nationalsozialisten wurde im Oktober 1935 der aktive Betrieb eingestellt und das Corps offiziell aufgelöst, intern wurde die Auflösung in eine Suspension umgewandelt, um eine spätere Rekonstitution nicht auszuschließen. Die Vandalen lehnten es ab, sich gleichschalten zu lassen und ihr Corps in eine Kameradschaft zu überführen, da dies den wesentlichen Corpsprinzipien widersprach.

### Göttinger Exil
Das Verbot studentischer Verbindungen in der DDR verhinderte nach dem Zweiten Weltkrieg zunächst eine Wiederaufnahme des aktiven Betriebs in Rostock. Die Tradition der Vandalia wurde deshalb ab 1954 durch das Göttinger Kartellcorps Hildeso-Guestphalia fortgeführt. Um die Suspensionsfrist nach § 8 der Kösener Statuten zu unterbrechen, meldeten sich 14 alte Vandalen für die Partie des Inaktiven von Briskorn und den anschließenden FCC am 10. Juni 1961 aktiv. Um sich zu gegebener Zeit die Option einer Rückkehr nach Rostock offenzuhalten, behielt der Altherrenverband der Rostocker Vandalen seine Eigenständigkeit und das Recht, Corpsstudenten das Band oder die Corpsschleife zu verleihen.

### Rekonstitution in Rostock

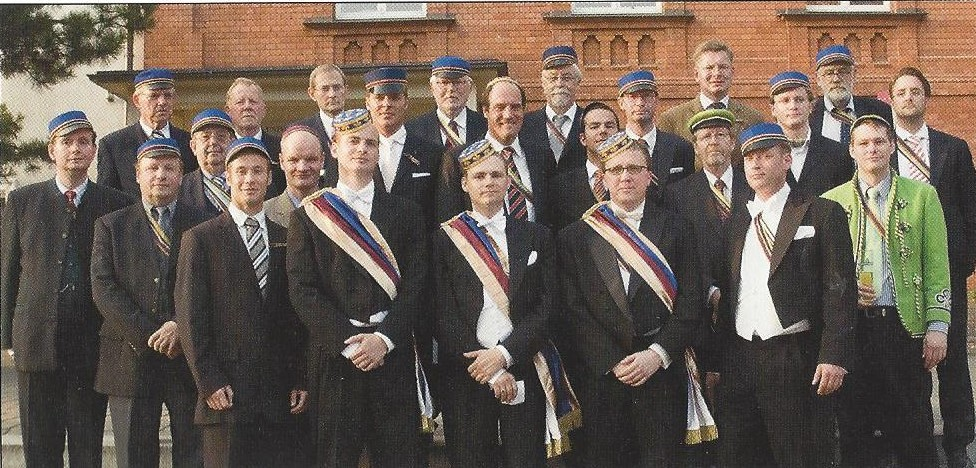
Rekonstitution (2009), u. a. mit Wolfgang Wippermann (hintere Reihe, erster von rechts).

Seit Ende 2008 wurde Vandalias Rekonstitution in Rostock vorbereitet. Sie erfolgte am 1. März 2009 und wurde dem Vorort des KSCV am 12. März 2009 angezeigt. Erste Partien wurden am 27. März 2009 mit dem Corps Concordia Rigensis und dem Hamburger Corps Albertina im Norddeutschen Waffenring gestellt. Mit dem Corps Visigothia bildet Vandalia wie vor hundert Jahren den Senioren-Convent zu Rostock.

## Corpshäuser
1928 erwarb das Corps anstelle des bisherigen, für gesellschaftliche Repräsentation ungeeigneten Heims in der St.-Georg-Straße 75 das 1913 erbaute Haus St.-Georg-Straße 103 am St.-Georg-Platz. Das Corpshaus wurde 1937 verkauft. Nach der Rekonstitution bezog der CC zunächst ein Abbruchhaus beim Rostocker Hauptbahnhof. Seit dem Wintersemester 2009/10 bietet das Haus am Rostocker Stadthafen (über einem mittelalterlichen Gewölbekeller) den Vandalen Unterkunft. Das vierte Rostocker Vandalenhaus trägt den Namen von John Brinckman und befindet sich neben dem Geburtshaus des Heimatdichters.

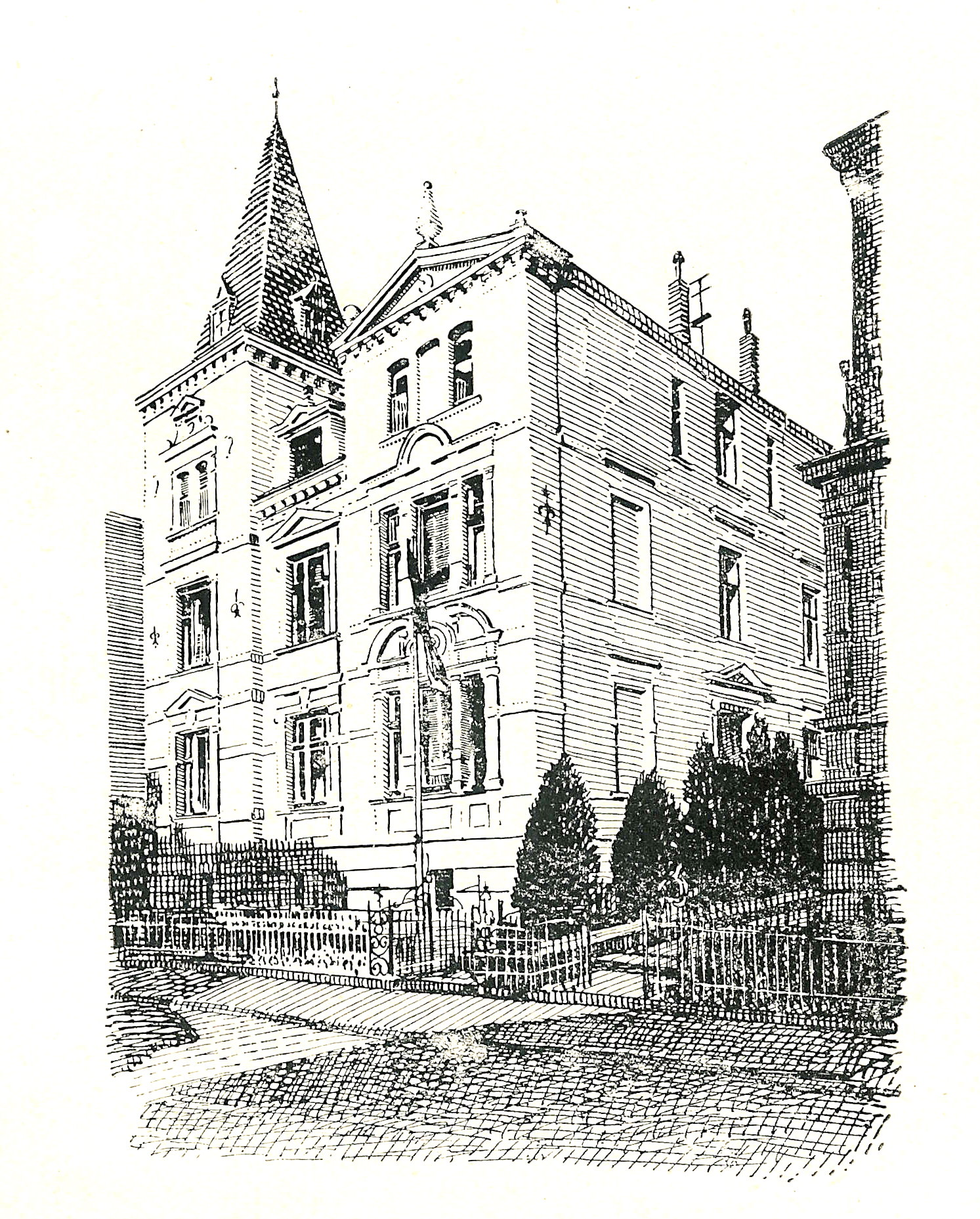
Prinz-Friedrich-Karlstraße 4
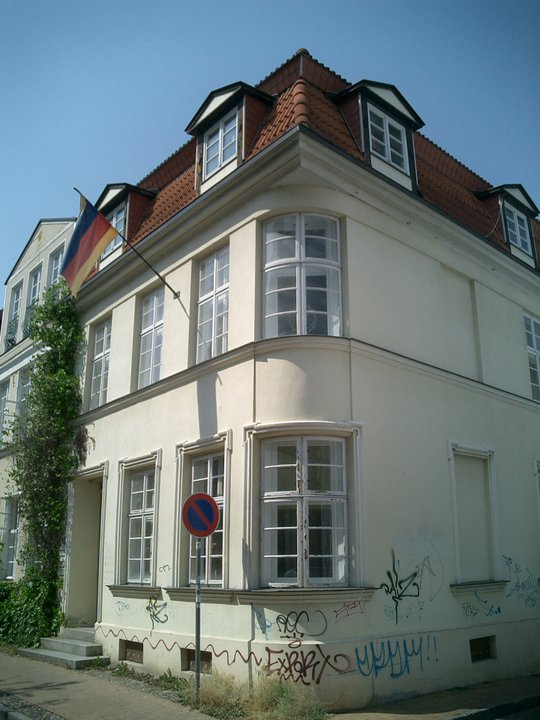
Trägerstraße

## Verhältnisse
Mit den Corps Hildeso-Guestphalia, Saxonia Jena (Kartell 2013), Borussia Tübingen, Saxonia Bonn und Marcomannia-Breslau bildet Vandalia den roten Kreis im KSCV. Als erstes Corps schloss Vandalia 2016 ein Vorstellungsverhältnis mit der Selonia in Riga.

## Mitglieder

### Stifter
- Adolph Christian Ulrich von Bassewitz (1787–1841)
- Johann Friedrich von Wrisberg (1783–1859)
- Eduard Prosch (1804–1878)

### Für Mecklenburg bedeutsame Vandalen
- Carl Bassewitz (1809–1907), Pastor der Dorfkirche Unter Brüz[14]
- Henning von Bassewitz (1814–1885), Staatsminister
- Helmuth von Blücher (1805–1862), Chemiker und Pharmazeut an der Universität Rostock
- Heinrich Böcler (1809–1874), Mitglied der Frankfurter Nationalversammlung
- Ernst Bölte (1802–1870), Bürgermeister von Hagenow, Mitglied des Erfurter Unionsparlaments
- Carl Alexander Bolten (1805–1899), Rechtsanwalt und Notar, Ehrenbürger der Stadt Rostock
- John Brinckman (1814–1870), niederdeutscher Dichter und Schriftsteller
- Bernhard Friedrich Ferdinand Carl von Bülow (1820–1864), Gesandter beim Bundestag des Deutschen Bundes
- Hermann Cordua (1813–1879), Pädagoge und 1848 Abgeordneter der mecklenburgischen Abgeordnetenversammlung
- Wilhelm Giese (1816–1889), Bürgermeister von Rostock
- Theodor Kliefoth (1810–1895), lutherischer Theologe, Kirchenreformer
- Wilhelm Lesenberg (1802–1857), Stadtphysikus in Rostock
- Maximilian von Liebeherr (1814–1896), Vizekanzler der Universität Rostock, Präsident des Oberlandesgerichts Rostock
- Ludwig von Lützow (1793–1872), Staatsmann
- Bernhard von Maltzan (1820–1905), Richter, Präsident des Oberlandesgerichts Rostock
- Carl Wilhelm Marung (1813–1890), Mitglied der Mecklenburgischen Abgeordnetenversammlung
- Karl von Monroy (1808–1894), Richter
- Albert von Nettelbladt (1812–1879), Chef des Hofjagd-Departments in Mecklenburg-Schwerin
- Heinrich von Oertzen (1820–1897), MdR
- Karl Prosch (1802–1876), MdR
- Ernst Raber (1808–1852), Arzt und Abgeordneter
- Fritz Reuter (1810–1874), niederdeutscher Dichter, ab 1832 Burschenschafter in Jena
- Samuel Schnelle (1803–1877), Jurist, Gutsbesitzer und Politiker
- Albert Sprengel (1811–1854), Mitglied der Frankfurter Nationalversammlung
- Carl Friedrich Strempel (1800–1872), Ophthalmologe, Gründer des Universitätsklinikums Rostock
- Edo Heinrich von Thünen (1808–1873), MdR
- Carl Trotsche (1803–1879), Gerichtspräsident
- Georg von Vincke (1811–1875), Mitglied der Frankfurter Nationalversammlung
- Carl Walter (1789–1854), lutherischer Geistlicher, Oberhofprediger in Schwerin
- August Georg von Wickede (1807–1879), Oberforstmeister
- Otto von Wickede (1823–1899), Gesandter zum Bundestag des Deutschen Bundes
- Moritz Wiggers (1816–1894), Revolutionär, MdR

### Sonstige
- Friedrich Berner (1904–1945), Radiologe, SS-Arzt
- Carl von Bülow (1857–1933), Zoologe, Chemiker und Hochschullehrer in Tübingen
- Kurt Eggers (1905–1943), Schriftsteller, nationalsozialistischer Kulturpolitiker
- Wilhelm Flottmann (1812–1891), Landrat, Rittergutsbesitzer
- Adolf Fuchs (1805–1885), Pastor, Farmer in Texas
- Friedrich von Gundlach (1822–1871), Rittergutsbesitzer und Kammerherr, Legationsrat
- Friedrich von Hahn (1804–1859) Guts- und Rennstallbesitzer
- Curt Christian Helm, auch Kurt Helm (1900–1936), Rechtsanwalt und Politiker (NSDAP)
- Eduard Hobein (1817–1882), Jurist, Schriftsteller und Herausgeber
- Karl Holsten (1825–1897), Theologe an der Universität Heidelberg
- Dietrich Hermann Hoppenstedt (* 1940), Präsident des Deutschen Sparkassen- und Giroverbands
- Carl Albert von Kamptz (1808–1870), Diplomat
- Christian Krauel (1800–1854), Gynäkologe in Rostock
- Adolf Krome (1900–1979), Fabrikbesitzer, Mitglied des Niedersächsischen Landtages
- Albrecht Mann (1812–1868), Kreisrichter, Abgeordneter zum Preußischen Landtag
- Friedrich Müller (1784–1830), Bürgermeister von Neubrandenburg
- Friedrich Paschen (1804–1873), Geodät und Astronom
- Friedrich Petri (1866–1951), Gymnasialdirektor in Greifswald
- Albert Reinhold (1805–1850), Dichter
- Werner Reinhold (1806–1863), Schriftsteller und Chronist
- Theodor Scharenberg (1820–1899), Jurist, Herausgeber der mecklenburg-strelitzschen Gesetzessammlung
- Hermann von Scheve (1819–1884), Landgerichtspräsident, Mecklenburg-Schweriner Ministerialrat
- Johann Theodor Ludwig Schröder (1799–1879), Arzt
- Franz Stadtmüller (1889–1981), Anatom und Studentenhistoriker
- Hermann von Suckow (1820–1895), Verwaltungsjurist, Intendant des Seebads Heiligendamm
- Christian Thieme (* 1972), Rechtsanwalt, Oberbürgermeister von Zeitz
- Gerhard Venzmer (1893–1986), Mediziner und Schriftsteller.
- Karl von Vogelsang (1818–1890), Publizist und Sozialreformer
- Carl Walter (1789–1854), Oberhofprediger in Schwerin
- Peter von Weltzien (1815–1870), oldenburgischer General
- Wolfgang Wippermann (1945–2021), Historiker
- Konrad Zitelmann (1814–1889), Verwaltungsjurist und Schriftsteller